# Carolina (Alabama)
Carolina es un pueblo ubicado en el condado de Covington en el estado estadounidense de Alabama. En el censo de 2000, su población era de 248. 

## Demografía
En el 2000 la renta per cápita promedia del hogar era de $ 33.750$, y el ingreso promedio para una familia era de 37.708$. El ingreso per cápita para la localidad era de 13.491$. Los hombres tenían un ingreso per cápita de 26.250$ contra 16.750$ para las mujeres.

## Geografía
Carolina está situado en 31°13′53″N 86°31′14″O / 31.23139, -86.52056 (31.231521, -86.520607).
Según la Oficina del Censo de los EE. UU., la ciudad tiene un área total de 1.12 millas cuadradas (2.91 km ²).